# Queen's Club Championships 2023 - Qualificazioni doppio
Le qualificazioni del doppio maschile ai Queen's Club Championships 2023 sono state un torneo di tennis preliminare per accedere alla fase finale della manifestazione. I vincitori dell'ultimo turno entreranno di diritto nel tabellone principale. In caso di ritiro di uno o più giocatori aventi diritto a questi subentreranno i lucky loser, ossia i giocatori che perderanno nell'ultimo turno ma che avevano una classifica più alta rispetto agli altri partecipanti che comunque perderanno nel turno finale.

## Teste di serie
1. André Göransson /  Ben McLachlan (ultimo turno, lucky loser)

1. Yuki Bhambri /  Saketh Myneni (qualificati)

## Qualificati
1. Yuki Bhambri /  Saketh Myneni

### Lucky loser
1. André Göransson /  Ben McLachlan

## Tabellone
|  | Primo turno | Primo turno                   | Primo turno                   | Primo turno | Primo turno |  |  | Ultimo turno | Ultimo turno                  | Ultimo turno | Ultimo turno | Ultimo turno |  |
|  |             |                               |                               |             |             |  |  |              |                               |              |              |              |  |
|  | 1           | André Göransson Ben McLachlan | André Göransson Ben McLachlan | 6           | 6           |  |  |              |                               |              |              |              |  |
|  |             | Sebastian Korda Ben Shelton   | Sebastian Korda Ben Shelton   | 1           | 4           |  |  | 1            | André Göransson Ben McLachlan | 6            | 64           | [11]         |  |
|  | WC          | Jan Choinski Ryan Peniston    | 6                             | 6           | [8]         |  |  | 2            | Yuki Bhambri Saketh Myneni    | 4            | 7            | [13]         |  |
|  | 2           | Yuki Bhambri Saketh Myneni    | 4                             | 7           | [10]        |  |  |              |                               |              |              |              |  |